# Guia, Ilha e Mata Mourisca
Guia, Ilha e Mata Mourisca (oficialmente: União das Freguesias de Guia, Ilha e Mata Mourisca) é uma freguesia portuguesa do município de Pombal, com 80,37 km² de área e 6039 habitantes (censo de 2021). A sua densidade populacional é 75,1 hab./km².

## História
Foi criada aquando da reorganização administrativa de 2012/2013, resultando da agregação das antigas freguesias de Guia, Ilha e Mata Mourisca:

## Demografia
A população registada nos censos foi:
| Distribuição da População por Grupos Etários | Distribuição da População por Grupos Etários | Distribuição da População por Grupos Etários | Distribuição da População por Grupos Etários | Distribuição da População por Grupos Etários | Distribuição da População por Grupos Etários |
| -------------------------------------------- | -------------------------------------------- | -------------------------------------------- | -------------------------------------------- | -------------------------------------------- | -------------------------------------------- |
| Antes da agregação                           |                                              |                                              |                                              |                                              |                                              |
| Ano                                          | 0-14 anos                                    | 15-24 anos                                   | 25-64 anos                                   | >= 65 anos                                   | Total                                        |
| 2001                                         | 1131                                         | 1004                                         | 3370                                         | 1025                                         | 6530                                         |
| 2011                                         | 875                                          | 775                                          | 3363                                         | 1425                                         | 6438                                         |
| Após a agregação                             |                                              |                                              |                                              |                                              |                                              |
| Ano                                          | 0-14 anos                                    | 15-24 anos                                   | 25-64 anos                                   | >= 65 anos                                   | Total                                        |
| 2021                                         | 707                                          | 549                                          | 3058                                         | 1725                                         | 6039                                         |